# Maksym Nakonechnyi
Maksym Nakonechnyi, född 19 oktober 1990 i Odesa, är en ukrainsk filmregissör och producent, medlem av den ukrainska filmakademin.

## Biografi
Maksym Nakonechnyi inledde sin utbildning vid Odesa Gymnasium nr 2 och väckte tidigt uppmärksamhet genom sin medverkan som barn i det välkända TV-programmet "The Smartest". 
Efter att ha avslutat sina studier vid Kievs nationella I. K. Karpenko-Kary universitet för teater, film och television, etablerade sig Nakonechnyi inom den ukrainska filmindustrin. Han har varit en del av flera TV-projekt, särskilt på TV-kanalen 1+1, och har också deltagit i olika workshops vid  institutioner som B2B Doc, IDFAcademy, Eurodoc och Torino Film Lab.
Maksym Nakonechnyi är en av grundarna till produktionsbolaget Tabor i Odessa. Bolaget är känt för att producera en mångfald av audiovisuella verk, inklusive dokumentärer, spelfilmer, teaterföreställningar och sociala videor. Han har regisserat flera korta fiktionsfilmer och producerat dokumentärer som har fått internationell uppmärksamhet.
En av hans bemärkta prestationer är filmen "This Rain Will Never End," regisserad av Alina Horlova, som vann priset för bästa långfilm vid Festival dei Popoli i Florens 2020". Hans engagemang sträcker sig över olika filmfestivaler, och hans filmer har visats på evenemang som Festival dei Popoli, Molodist, Open Night, Brookivka med flera.
Nakonechnyi har även regisserat filmen "The Saviour," ett projekt som vann den elfte statliga filmbyråns konkurrensutsatta urval. Filmen är en samproduktion mellan Ukraina, Kroatien och Tjeckien och har fått internationell erkännande.
En av hans senare verk, "The Vision of a Butterfly" (tidigare med titeln "Spas"), kommer att presenteras för första gången vid den 75:e filmfestivalen i Cannes i sektionen "Un Certain Regard." Filmen berättar historien om en kvinnlig krigare, Lilya, som efter att ha frigivits från fiendens fångenskap försöker återvända till ett fridfullt liv i Ukraina. Handlingen fokuserar på smärtan och traumat från hennes tidigare erfarenheter och utforskar teman som överlevnad och livets mening.

## Filmografi
- 2015 - Romka
- 2015 - Prayer for Ukraine
- 2017 - Invisible
- 2018 - Nyårsafton i familjekretsen[6]
- 2019 - Cymbalist Petro[7]
- 2019 - Solid
- 2020 - This Rain Will Never End[8][9]
- 2020 - Frälsaren[10]